# Eredivisie 2018/19 (mannenvoetbal)/Transfers zomer
Dit is een lijst van transfers uit de Nederlandse Eredivisie in de zomer van het jaar 2018, als voorbereiding op het seizoen 2018/19. Hierin staan alleen transfers die clubs uit de Eredivisie hebben voltooid.
De transferperiode duurde van 1 juli 2018 tot 1 september 2018. Deals mogen op elk moment van het jaar gesloten worden, maar de transfers zelf mogen pas in de transferperiodes plaatsvinden. Transfervrije spelers (spelers zonder club) mogen op elk moment van het jaar gecontracteerd worden.
| Speler                   | Nationaliteit                      | Oude club                | Nieuwe club                  | Extra           |
| ------------------------ | ---------------------------------- | ------------------------ | ---------------------------- | --------------- |
| Asumah Abubakar          | Portugal / Ghana                   | Willem II                | MVV Maastricht               | Transfervrij    |
| Anass Achahbar           | Nederland / Marokko                | N.E.C.                   | PEC Zwolle                   | Was verhuurd    |
| Anass Achahbar           | Nederland / Marokko                | PEC Zwolle               | N.E.C.                       | Verhuurd        |
| Fisayo Adarabioyo        | Engeland / Nigeria                 | FC Oss                   | NAC Breda                    | Was verhuurd    |
| Fisayo Adarabioyo        | Engeland / Nigeria                 | NAC Breda                | Clubloos                     | Transfervrij    |
| Gor Agbaljan             | Armenië / Nederland                | Heracles Almelo          | Go Ahead Eagles              | Transfervrij    |
| Thomas Agyepong          | Ghana                              | NAC Breda                | Manchester City              | Was gehuurd     |
| Atakan Akkaynak          | Duitsland / Turkije                | VfL Wolfsburg            | Willem II                    | € 100.000       |
| Norbert Alblas           | Nederland                          | Ajax                     | N.E.C.                       | Transfervrij    |
| Thierry Ambrose          | Frankrijk                          | NAC Breda                | Manchester City              | Was gehuurd     |
| Sofyan Amrabat           | Marokko / Nederland                | Feyenoord                | Club Brugge                  | € 2.500.000     |
| Mikael Anderson          | IJsland / Denemarken               | FC Midtjylland           | Excelsior                    | Gehuurd         |
| Pelé van Anholt          | Nederland / Ghana                  | Clubloos                 | NAC Breda                    | Transfervrij    |
| Vurnon Anita             | Nederland / Curaçao                | Leeds United AFC         | Willem II                    | Gehuurd         |
| Jafar Arias              | Curaçao / Nederland                | FC Dordrecht             | FC Emmen                     | Transfervrij    |
| Santiago Arias           | Colombia                           | PSV                      | Atlético Madrid              | € 11.000.000    |
| Sjoerd Ars               | Nederland                          | De Graafschap            | Fortuna Sittard              | Was verhuurd    |
| Sjoerd Ars               | Nederland                          | Fortuna Sittard          | De Treffers                  | Transfervrij    |
| Stefan Aškovski          | Noord-Macedonië                    | Fortuna Sittard          | Slavia Sofia                 | Transfervrij    |
| Norair Aslanyan          | Armenië / Nederland                | FC Emmen                 | VV Katwijk                   | Transfervrij    |
| Donis Avdijaj            | Kosovo / Duitsland                 | FC Schalke 04            | Willem II                    | Transfervrij    |
| Yassin Ayoub             | Marokko / Nederland                | FC Utrecht               | Feyenoord                    | Transfervrij    |
| Ismail Azzaoui           | België / Marokko                   | Willem II                | VFL Wolfsburg                | Was gehuurd     |
| Roland Baas              | Nederland                          | Heracles Almelo          | Go Ahead Eagles              | Transfervrij    |
| Juninho Bacuna           | Nederland / Curaçao                | FC Groningen             | Huddersfield Town FC         | € 2.500.000     |
| Jean-Christophe Bahebeck | Frankrijk                          | FC Utrecht               | Paris Saint-Germain          | Was gehuurd     |
| Jean-Christophe Bahebeck | Frankrijk                          | Paris Saint-Germain      | FC Utrecht                   | Onbekend bedrag |
| Erik Bakker              | Nederland                          | PEC Zwolle               | De Graafschap                | Transfervrij    |
| Boureima Hassane Bandé   | Burkina Faso                       | KV Mechelen              | Ajax                         | € 8.250.000     |
| José Bandez              | Venezuela                          | Carabobo FC              | Fortuna Sittard              | Gehuurd         |
| José Bandez              | Venezuela                          | Fortuna Sittard          | Carabobo FC                  | Was gehuurd     |
| Bilal Başacıkoğlu        | Turkije / Nederland                | Feyenoord                | Kayserispor                  | € 400.000       |
| Filip Bednarek           | Polen                              | De Graafschap            | sc Heerenveen                | Transfervrij    |
| Aziz Behich              | Australië / Turkije                | Bursaspor                | PSV                          | € 1.500.000     |
| Jelle van Benthem        | Nederland                          | FC Twente                | Heracles Almelo              | Transfervrij    |
| Mitchell van Bergen      | Nederland                          | Vitesse                  | sc Heerenveen                | Onbekend bedrag |
| Emil Bergström           | Zweden                             | Roebin Kazan             | FC Utrecht                   | Transfervrij    |
| Matúš Bero               | Slowakije                          | Trabzonspor              | Vitesse                      | € 1.640.000     |
| Nigel Bertrams           | Nederland                          | NAC Breda                | FC Nordsjælland              | Onbekend bedrag |
| Lugman Bezzat            | Nederland / Marokko                | VVV-Venlo                | Koninklijke Sporting Hasselt | Transfervrij    |
| Mario Bilate             | Nederland / Rusland                | FC Emmen                 | RKC Waalwijk                 | Transfervrij    |
| Mark Birighitti          | Australië / Italië                 | NAC Breda                | Melbourne City FC            | Transfervrij    |
| Janis Blaswich           | Duitsland                          | Borussia Mönchengladbach | Heracles Almelo              | Onbekend bedrag |
| Jean-Paul Boëtius        | Nederland / Suriname               | Feyenoord                | 1. FSV Mainz 05              | € 3.500.000     |
| Axel Borgmann            | Duitsland                          | FC Vaduz                 | VVV-Venlo                    | Transfervrij    |
| Gino Bosz                | Nederland                          | Vitesse                  | Go Ahead Eagles              | Transfervrij    |
| Jason Bourdouxhe         | België                             | Helmond Sport            | FC Emmen                     | Transfervrij    |
| Othman Boussaid          | België / Marokko                   | Lierse SK                | FC Utrecht                   | Transfervrij    |
| Ouasim Bouy              | Marokko / Nederland                | Leeds United AFC         | PEC Zwolle                   | Gehuurd         |
| Dean Bouzanis            | Australië / Griekenland            | Melbourne City FC        | PEC Zwolle                   | Gehuurd         |
| Joshua Brenet            | Nederland                          | PSV                      | TSG 1899 Hoffenheim          | € 5.000.000     |
| Damian van Bruggen       | Nederland                          | VVV-Venlo                | PSV                          | Was gehuurd     |
| Damian van Bruggen       | Nederland                          | PSV                      | VVV-Venlo                    | Transfervrij    |
| Bodi Brusselers          | Nederland                          | NAC Breda                | Helmond Sport                | Verhuurd        |
| Koen Bucker              | Nederland                          | AZ                       | Heracles Almelo              | Transfervrij    |
| Andreas Calcan           | Roemenië                           | FC Dordrecht             | Willem II                    | Was verhuurd    |
| Andreas Calcan           | Roemenië                           | Willem II                | Almere City FC               | Transfervrij    |
| Julian Calor             | Nederland                          | Vitesse                  | SC Cambuur                   | Transfervrij    |
| Daniel Camara Bos        | Nederland                          | FC Groningen             | FC Emmen                     | Transfervrij    |
| Jurich Carolina          | Curaçao / Nederland                | PSV                      | NAC Breda                    | Transfervrij    |
| Eduardo Carvalho         | Portugal                           | Chelsea                  | Vitesse                      | Gehuurd         |
| Mateo Cassierra          | Colombia                           | AFC Ajax                 | FC Groningen                 | Verhuurd        |
| Luc Castaignos           | Nederland                          | Vitesse                  | Sporting CP                  | Was gehuurd     |
| Romeo Castelen           | Nederland / Suriname               | VVV-Venlo                | Clubloos                     | Transfervrij    |
| Bram Castro              | België                             | Heracles Almelo          | KV Mechelen                  | Transfervrij    |
| Caner Cavlan             | Nederland / Turkije                | Boluspor                 | sc Heerenveen                | Was verhuurd    |
| Caner Cavlan             | Nederland / Turkije                | sc Heerenveen            | FC Emmen                     | Transfervrij    |
| Julian Chabot            | Duitsland / Frankrijk              | Sparta Rotterdam         | FC Groningen                 | € 1.200.000     |
| Pedro Chirivella         | Spanje                             | Willem II                | Liverpool FC                 | Was gehuurd     |
| Alessandro Ciranni       | België / Italië                    | MVV Maastricht           | Fortuna Sittard              | Transfervrij    |
| Amadou Ciss              | Senegal                            | Pau FC                   | Fortuna Sittard              | Onbekend bedrag |
| Max Clark                | Engeland                           | Hull City                | Vitesse                      | Transfervrij    |
| Jake Clarke-Salter       | Engeland                           | Chelsea                  | Vitesse                      | Gehuurd         |
| Jordy Clasie             | Nederland                          | Southampton FC           | Feyenoord                    | Gehuurd         |
| Gino Coutinho            | Nederland                          | AZ                       | N.E.C.                       | Transfervrij    |
| Vito van Crooij          | Nederland                          | VVV-Venlo                | PEC Zwolle                   | € 650.000       |
| Daniel Crowley           | Engeland                           | SC Cambuur               | Willem II                    | Was verhuurd    |
| Sem Custers              | Nederland                          | VVV-Venlo                | NAC Breda                    | Transfervrij    |
| Lennart Czyborra         | Duitsland                          | FC Schalke 04            | Heracles Almelo              | € 250.000       |
| Fankaty Dabo             | Engeland                           | Vitesse                  | Chelsea FC                   | Was gehuurd     |
| Adrián Dalmau            | Spanje                             | Villarreal CF            | Heracles Almelo              | Transfervrij    |
| Grad Damen               | Nederland                          | Helmond Sport            | NAC Breda                    | Was verhuurd    |
| Oussama Darfalou         | Algerije                           | USM Alger                | Vitesse                      | Transfervrij    |
| Brahim Darri             | Nederland / Marokko                | Heracles Almelo          | N.E.C.                       | Transfervrij    |
| Chris David              | Nederland                          | FC Utrecht               | Clubloos                     | Transfervrij    |
| Joris Delle              | Frankrijk                          | N.E.C.                   | Feyenoord                    | Transfervrij    |
| Mark Diemers             | Nederland                          | De Graafschap            | Fortuna Sittard              | Transfervrij    |
| Kevin van Diermen        | Nederland                          | De Graafschap            | V.V. IJsselmeervogels        | Transfervrij    |
| Mitchell Dijks           | Nederland                          | Ajax                     | Bologna FC 1909              | Transfervrij    |
| Kevin Diks               | Nederland                          | Feyenoord                | ACF Fiorentina               | Was gehuurd     |
| Ritsu Doan               | Japan                              | FC Groningen             | Gamba Osaka                  | Was gehuurd     |
| Ritsu Doan               | Japan                              | Gamba Osaka              | FC Groningen                 | € 1.700.000     |
| Áron Dobos               | Hongarije                          | Dunaújváros PASE         | Fortuna Sittard              | Onbekend bedrag |
| Danilho Doekhi           | Nederland                          | Ajax                     | Vitesse                      | Onbekend bedrag |
| Dabney dos Santos        | Nederland                          | Sparta Rotterdam         | AZ                           | Was verhuurd    |
| Dabney dos Santos        | Nederland                          | AZ                       | Heracles Almelo              | Transfervrij    |
| Andrew Driver            | Engeland                           | De Graafschap            | Clubloos                     | Transfervrij    |
| Jesper Drost             | Nederland                          | FC Groningen             | Heracles Almelo              | Transfervrij    |
| Mike van Duinen          | Nederland                          | Excelsior                | PEC Zwolle                   | € 750.000       |
| Denzel Dumfries          | Nederland / Aruba                  | sc Heerenveen            | PSV                          | € 5.500.000     |
| Dario Đumić              | Bosnië en Herzegovina / Denemarken | FC Utrecht               | Dynamo Dresden               | Verhuurd        |
| Tyronne Ebuehi           | Nederland                          | ADO Den Haag             | SL Benfica                   | Transfervrij    |
| Marcus Edwards           | Engeland / Cyprus                  | Tottenham Hotspur FC     | Excelsior                    | Gehuurd         |
| Karim El Ahmadi          | Marokko / Nederland                | Feyenoord                | Al-Ittihad Club              | Transfervrij    |
| Zakaria El Azzouzi       | Nederland / Marokko                | Excelsior                | Ajax                         | Was gehuurd     |
| Stanley Elbers           | Nederland / Suriname               | Excelsior                | PEC Zwolle                   | Transfervrij    |
| Mohamed El Hankouri      | Nederland / Marokko                | Willem II                | Feyenoord                    | Was verhuurd    |
| Ahmed El Messaoudi       | Marokko / België                   | KV Mechelen              | Fortuna Sittard              | Gehuurd         |
| Eyong Enoh               | Kameroen                           | Willem II                | Enosis Neon Paralimni        | Transfervrij    |
| Zeki Erkılınç            | Nederland / Turkije                | Heracles Almelo          | FC Twente                    | Was gehuurd     |
| Zeki Erkılınç            | Nederland / Turkije                | FC Twente                | Heracles Almelo              | Transfervrij    |
| Wout Faes                | België                             | Excelsior                | RSC Anderlecht               | Was gehuurd     |
| Hicham Faik              | Nederland / Marokko                | Excelsior                | SV Zulte Waregem             | Transfervrij    |
| Paolo Fernandes          | Spanje                             | NAC Breda                | Manchester City              | Was gehuurd     |
| Paolo Fernandes          | Spanje                             | Manchester City          | NAC Breda                    | Gehuurd         |
| Renze Fij                | Nederland                          | Heracles Almelo          | Florø SK                     | Transfervrij    |
| Zian Flemming            | Nederland                          | Ajax                     | PEC Zwolle                   | € 125.000       |
| Sherel Floranus          | Nederland / Curaçao                | Sparta Rotterdam         | sc Heerenveen                | € 550.000       |
| Maarten de Fockert       | Nederland                          | Go Ahead Eagles          | sc Heerenveen                | Was verhuurd    |
| Maarten de Fockert       | Nederland                          | sc Heerenveen            | SBV Excelsior                | Transfervrij    |
| Nicolás Freire           | Argentinië                         | PEC Zwolle               | CA Torque                    | Was gehuurd     |
| Fred Friday              | Nigeria                            | Sparta Rotterdam         | AZ                           | Was verhuurd    |
| Jordan van der Gaag      | Nederland                          | NAC Breda                | Helmond Sport                | Verhuurd        |
| Levi Garcia              | Trinidad en Tobago                 | Excelsior                | AZ                           | Was verhuurd    |
| Levi Garcia              | Trinidad en Tobago                 | AZ                       | Hapoel Ironi Kiryat Shmona   | Transfervrij    |
| Manuel García            | Spanje                             | NAC Breda                | Manchester City              | Was gehuurd     |
| Nicolas Gavory           | Frankrijk                          | Clermont Foot            | FC Utrecht                   | Onbekend bedrag |
| Denis Genreau            | Australië / Frankrijk              | Melbourne City FC        | PEC Zwolle                   | Gehuurd         |
| Reza Ghoochannejhad      | Iran                               | sc Heerenveen            | APOEL Nicosia                | Transfervrij    |
| Roy Gielen               | Nederland                          | VVV-Venlo                | EVV                          | Transfervrij    |
| Marco van Ginkel         | Nederland                          | PSV                      | Chelsea FC                   | Was gehuurd     |
| Paul Gladon              | Nederland                          | Heracles Almelo          | Wolverhampton Wanderers      | Was gehuurd     |
| Feyo Glim                | Nederland                          | NAC Breda                | Koninklijke HFC              | Transfervrij    |
| Hilary Gong              | Nigeria                            | AS Trenčín               | Vitesse                      | Onbekend bedrag |
| Delano Grootenhuis       | Nederland                          | FC Twente                | FC Emmen                     | Transfervrij    |
| Jay-Roy Grot             | Nederland / Suriname               | Leeds United AFC         | VVV-Venlo                    | Gehuurd         |
| Mats Grotenbreg          | Nederland                          | TOP Oss                  | Vitesse                      | Transfervrij    |
| Albert Gudmundsson       | IJsland                            | PSV                      | AZ                           | € 1.800.000     |
| Simon Gustafson          | Zweden                             | Roda JC Kerkrade         | Feyenoord                    | Was verhuurd    |
| Simon Gustafson          | Zweden                             | Feyenoord                | FC Utrecht                   | € 1.000.000     |
| Érick Gutiérrez          | Mexico                             | CF Pachuca               | PSV                          | € 6.000.000     |
| Leon Guwara              | Duitsland                          | Werder Bremen            | FC Utrecht                   | € 600.000       |
| Gustavo Hamer            | Nederland                          | FC Dordrecht             | Feyenoord                    | Was verhuurd    |
| Gustavo Hamer            | Nederland                          | Feyenoord                | PEC Zwolle                   | € 300.000       |
| Tim Handwerker           | Duitsland                          | 1. FC Köln               | FC Groningen                 | Gehuurd         |
| Martin Hansen            | Denemarken                         | sc Heerenveen            | FC Ingolstadt                | Was gehuurd     |
| Emil Hansson             | Noorwegen / Zweden                 | Feyenoord                | RKC Waalwijk                 | Verhuurd        |
| Mike Havekotte           | Nederland                          | Excelsior                | ADO Den Haag                 | Transfervrij    |
| Omran Haydary            | Nederland                          | FC Emmen                 | FC Dordrecht                 | Transfervrij    |
| Thom Haye                | Nederland                          | Willem II                | US Lecce                     | Transfervrij    |
| Siebe Horemans           | België                             | KAA Gent                 | Excelsior                    | Gehuurd         |
| James Horsfield          | Engeland                           | NAC Breda                | Scunthorpe United FC         | Transfervrij    |
| Jeroen Houwen            | Nederland                          | Vitesse                  | Telstar                      | Verhuurd        |
| Kai Huisman              | Nederland                          | Heracles Almelo          | Clubloos                     | Transfervrij    |
| Willem Huizing           | Nederland                          | FC Emmen                 | Harkemase Boys               | Transfervrij    |
| Torino Hunte             | Nederland / Suriname               | VVV-Venlo                | Clubloos                     | Transfervrij    |
| Luka Ilić                | Servië                             | Manchester City FC       | NAC Breda                    | Gehuurd         |
| Erik Israelsson          | Zweden                             | PEC Zwolle               | Vålerenga IF                 | Verhuurd        |
| Jens Janse               | Nederland                          | VVV-Venlo                | ASD Ellera Calcio            | Transfervrij    |
| Ruben Yttergård Jenssen  | Noorwegen                          | FC Kaiserslautern        | FC Groningen                 | Was verhuurd    |
| Ruben Yttergård Jenssen  | Noorwegen                          | FC Groningen             | SK Brann                     | Transfervrij    |
| Brad Jones               | Australië / Engeland               | Feyenoord                | Al-Nassr                     | Transfervrij    |
| Patrick Joosten          | Nederland                          | FC Utrecht               | VVV-Venlo                    | Verhuurd        |
| Hidde Jurjus             | Nederland                          | Roda JC Kerkrade         | PSV                          | Was verhuurd    |
| Hidde Jurjus             | Nederland                          | PSV                      | De Graafschap                | Verhuurd        |
| Tarik Kada               | Nederland / Marokko                | FC Eindhoven             | Heracles Almelo              | Was verhuurd    |
| Tarik Kada               | Nederland / Marokko                | Heracles Almelo          | Clubloos                     | Transfervrij    |
| Anouar Kali              | Marokko / Nederland                | FC Utrecht               | NAC Breda                    | Onbekend bedrag |
| Athanasios Karagounis    | Griekenland                        | PEC Zwolle               | PAS Lamia                    | Transfervrij    |
| Khalid Karami            | Nederland                          | Excelsior                | Vitesse                      | Transfervrij    |
| Guram Kashia             | Georgië                            | Vitesse                  | San Jose Earthquakes         | Onbekend bedrag |
| Gervane Kastaneer        | Curaçao / Nederland                | 1. FC Kaiserslautern     | NAC Breda                    | Transfervrij    |
| Tim Keurntjes            | Nederland                          | De Graafschap            | Clubloos                     | Transfervrij    |
| Ricardo Kishna           | Nederland                          | ADO Den Haag             | SS Lazio                     | Was gehuurd     |
| Ricardo Kishna           | Nederland                          | SS Lazio                 | ADO Den Haag                 | Gehuurd         |
| Mateusz Klich            | Polen                              | FC Utrecht               | Leeds United                 | Was gehuurd     |
| Robert van Koesveld      | Nederland                          | Helmond Sport            | sc Heerenveen                | Was verhuurd    |
| Robert van Koesveld      | Nederland                          | sc Heerenveen            | SC Cambuur                   | Transfervrij    |
| Lazar Kojić              | Servië                             | Fortuna Sittard          | FK Bačka                     | Verhuurd        |
| Thomas Kok               | Nederland                          | FC Dordrecht             | Willem II                    | Was gehuurd     |
| Thomas Kok               | Nederland                          | Willem II                | FC Dordrecht                 | Onbekend bedrag |
| Dani Koks                | Nederland                          | Willem II                | KVV Vosselaar                | Transfervrij    |
| Dimitrios Kolovos        | Griekenland                        | KV Mechelen              | Willem II                    | Gehuurd         |
| Rodney Kongolo           | Nederland / Congo-Kinshasa         | Manchester City FC       | sc Heerenveen                | € 840.000       |
| Joey Konings             | Nederland                          | PSV                      | Heracles Almelo              | Transfervrij    |
| Luuk Koopmans            | Nederland                          | PSV                      | MVV Maastricht               | Verhuurd        |
| Alexei Koșelev           | Moldavië / Rusland                 | CSM Politehnica Iași     | Fortuna Sittard              | Transfervrij    |
| Mohamed Kourouma         | Nederland / Guinee                 | Fortuna Sittard          | RKSV Groene Ster             | Transfervrij    |
| Ögmundur Kristinsson     | IJsland                            | Excelsior                | AE Larissa 1964              | Transfervrij    |
| Christian Kum            | Nederland / Duitsland              | Roda JC Kerkrade         | VVV-Venlo                    | Transfervrij    |
| Josef Kvída              | Tsjechië                           | Almere City              | PEC Zwolle                   | Was verhuurd    |
| Josef Kvída              | Tsjechië                           | PEC Zwolle               | N.E.C.                       | Transfervrij    |
| Zakaria Labyad           | Marokko / Nederland                | FC Utrecht               | Ajax                         | € 6.000.000     |
| Leroy Labylle            | België / Marokko                   | VVV-Venlo                | N.E.C.                       | Onbekend bedrag |
| Darryl Lachman           | Curaçao / Nederland                | Willem II                | PEC Zwolle                   | Transfervrij    |
| Thomas Lam               | Finland / Nederland                | Nottingham Forest FC     | PEC Zwolle                   | Transfervrij    |
| Sam Lammers              | Nederland                          | PSV                      | sc Heerenveen                | Verhuurd        |
| Lazaros Lamprou          | Griekenland                        | PAOK Saloniki            | Fortuna Sittard              | Gehuurd         |
| Kasper Larsen            | Denemarken                         | FC Groningen             | IFK Norrköping               | Transfervrij    |
| Clint Leemans            | Nederland                          | VVV-Venlo                | PEC Zwolle                   | € 350.000       |
| Benjamin van Leer        | Nederland / Indonesië              | AFC Ajax                 | NAC Breda                    | Verhuurd        |
| Ramon Leeuwin            | Nederland / Suriname               | FC Utrecht               | Odense BK                    | € 250.000       |
| Stefan van der Lei       | Nederland                          | Willem II                | Dalkurd FF                   | Transfervrij    |
| Greg Leigh               | Engeland                           | Bury FC                  | NAC Breda                    | Transfervrij    |
| Julian Lelieveld         | Nederland                          | Vitesse                  | Go Ahead Eagles              | Verhuurd        |
| Timo Letschert           | Nederland                          | US Sassuolo              | FC Utrecht                   | Gehuurd         |
| Josimar Lima             | Kaapverdië / Nederland             | FC Emmen                 | FC Lahti                     | Transfervrij    |
| Jop van der Linden       | Nederland                          | Willem II                | AZ                           | Was verhuurd    |
| Jop van der Linden       | Nederland                          | AZ                       | Sydney FC                    | Transfervrij    |
| Pol Llonch               | Spanje                             | Wisła Kraków             | Willem II                    | Transfervrij    |
| Youri Loen               | Nederland                          | FC Emmen                 | Almere City                  | Transfervrij    |
| Derrick Luckassen        | Nederland / Ghana                  | PSV                      | Hertha BSC                   | Verhuurd        |
| Sven van der Maaten      | Nederland                          | Telstar                  | NAC Breda                    | Was verhuurd    |
| Sven van der Maaten      | Nederland                          | NAC Breda                | Telstar                      | Transfervrij    |
| Denis Mahmudov           | Noord-Macedonië / Nederland        | FC Dordrecht             | Excelsior                    | Transfervrij    |
| Mickaël Malsa            | Frankrijk                          | Platanias FC             | Fortuna Sittard              | Was verhuurd    |
| Mickaël Malsa            | Frankrijk                          | Fortuna Sittard          | Albacete Balompié            | Verhuurd        |
| Dirk Marcellis           | Nederland                          | PEC Zwolle               | Einde carrière               |                 |
| Pablo Marí               | Spanje                             | NAC Breda                | Manchester City              | Was gehuurd     |
| Wouter Marinus           | Nederland                          | PEC Zwolle               | FC Emmen                     | Transfervrij    |
| Milan Massop             | Nederland                          | Excelsior                | Waasland-Beveren             | Transfervrij    |
| Hervé Matthys            | België                             | FC Eindhoven             | Excelsior                    | Onbekend bedrag |
| James McGarry            | Nieuw-Zeeland / Ierland            | Wellington Phoenix FC    | Willem II                    | Transfervrij    |
| Robin van der Meer       | Nederland                          | FC Utrecht               | Excelsior                    | Transfervrij    |
| Bart Meijers             | Nederland                          | NAC Breda                | Helmond Sport                | Verhuurd        |
| Thomas Meißner           | Duitsland                          | Willem II                | ADO Den Haag                 | Was verhuurd    |
| Thomas Meißner           | Duitsland                          | ADO Den Haag             | Willem II                    | Onbekend bedrag |
| George Mells             | Australië / Griekenland            | Clubloos                 | Fortuna Sittard              | Transfervrij    |
| Ahmad Mendes Moreira     | Nederland                          | Kozakken Boys            | FC Groningen                 | Transfervrij    |
| Queensy Menig            | Nederland / Suriname               | PEC Zwolle               | FC Nantes                    | Was gehuurd     |
| Alexander Merkel         | Kazachstan / Duitsland             | FC Admira Wacker Mödling | Heracles Almelo              | Transfervrij    |
| Matt Miazga              | Verenigde Staten                   | Vitesse                  | Chelsea FC                   | Was gehuurd     |
| Daryl van Mieghem        | Nederland                          | De Graafschap            | Heracles Almelo              | Was verhuurd    |
| Daryl van Mieghem        | Nederland                          | Heracles Almelo          | De Graafschap                | Transfervrij    |
| Peniel Mlapa             | Togo / Duitsland                   | Dynamo Dresden           | VVV-Venlo                    | Gehuurd         |
| Youness Mokhtar          | Marokko / Nederland                | PEC Zwolle               | Ankaragücü                   | Transfervrij    |
| Jamiro Monteiro          | Kaapverdië / Nederland             | Heracles Almelo          | FC Metz                      | € 3.000.000     |
| Mason Mount              | Engeland                           | Vitesse                  | Chelsea FC                   | Was gehuurd     |
| Robert Mühren            | Nederland                          | SV Zulte Waregem         | NAC Breda                    | Gehuurd         |
| Arijanet Murić           | Kosovo / Montenegro / Zwitserland  | Manchester City FC       | NAC Breda                    | Gehuurd         |
| Arijanet Murić           | Kosovo / Montenegro / Zwitserland  | NAC Breda                | Manchester City FC           | Was gehuurd     |
| Charly Musonda jr.       | België                             | Chelsea                  | Vitesse                      | Gehuurd         |
| Jaroslav Navrátil        | Tsjechië                           | Heracles Almelo          | Go Ahead Eagles              | Transfervrij    |
| Miquel Nelom             | Nederland                          | Sparta Rotterdam         | Feyenoord                    | Was verhuurd    |
| Miquel Nelom             | Nederland                          | Feyenoord                | Clubloos                     | Transfervrij    |
| Yoëll van Nieff          | Nederland                          | FC Groningen             | Heracles Almelo              | Transfervrij    |
| Reuven Niemeijer         | Nederland                          | Heracles Almelo          | FC Emmen                     | Verhuurd        |
| Stef Nijland             | Nederland                          | PEC Zwolle               | De Graafschap                | Transfervrij    |
| Branislav Niňaj          | Slowakije                          | KSC Lokeren              | Fortuna Sittard              | Onbekend bedrag |
| Andrija Novakovich       | Verenigde Staten / Servië          | Reading FC               | Fortuna Sittard              | Gehuurd         |
| Chiró N'Toko             | België / Congo-Kinshasa            | NAC Breda                | FK Senica                    | Transfervrij    |
| Martin Ødegaard          | Noorwegen                          | sc Heerenveen            | Real Madrid                  | Was gehuurd     |
| Martin Ødegaard          | Noorwegen                          | Real Madrid              | Vitesse                      | Gehuurd         |
| Bartholomew Ogbeche      | Nigeria                            | Willem II                | NorthEast United FC          | Transfervrij    |
| Kasper Oldenburger       | Nederland                          | FC Groningen             | FC Emmen                     | Transfervrij    |
| Elías Már Ómarsson       | IJsland                            | IFK Göteborg             | Excelsior                    | Onbekend bedrag |
| Terell Ondaan            | Nederland / Suriname               | PEC Zwolle               | Clubloos                     | Transfervrij    |
| Shane O'Neill            | Verenigde Staten / Ierland         | Excelsior                | Orlando City                 | Transfervrij    |
| Peter van Ooijen         | Nederland                          | Heracles Almelo          | VVV-Venlo                    | Transfervrij    |
| Levi Opdam               | Nederland                          | Go Ahead Eagles          | AZ                           | Was verhuurd    |
| Thomas Oude Kotte        | Nederland                          | Vitesse                  | Excelsior                    | Transfervrij    |
| Bilal Ould-Chikh         | Nederland / Marokko                | FC Utrecht               | Clubloos                     | Transfervrij    |
| Joris van Overeem        | Nederland                          | AZ                       | FC Utrecht                   | € 700.000       |
| Aras Özbiliz             | Armenië / Nederland                | Beşiktaş JK              | Willem II                    | Gehuurd         |
| Kenneth Paal             | Nederland / Suriname               | PSV                      | PEC Zwolle                   | Verhuurd        |
| Maarten Paes             | Nederland                          | N.E.C.                   | FC Utrecht                   | Transfervrij    |
| Diego Palacios           | Ecuador                            | Sociedad Deportiva Aucas | Willem II                    | Gehuurd         |
| Erik Palmer-Brown        | Verenigde Staten                   | Manchester City FC       | NAC Breda                    | Gehuurd         |
| Piotr Parzyszek          | Polen / Nederland                  | PEC Zwolle               | Piast Gliwice                | Transfervrij    |
| Ted van de Pavert        | Nederland                          | N.E.C.                   | PEC Zwolle                   | Was verhuurd    |
| Ted van de Pavert        | Nederland                          | PEC Zwolle               | De Graafschap                | Transfervrij    |
| Nicklas Pedersen         | Denemarken                         | KV Mechelen              | FC Emmen                     | Transfervrij    |
| Cas Peters               | Nederland                          | FC Emmen                 | FC Volendam                  | Onbekend bedrag |
| Jannik Pohl              | Denemarken                         | Aalborg BK               | FC Groningen                 | Transfervrij    |
| Rubén Ramírez dos Ramos  | Venezuela / Portugal               | Atlético Venezuela       | Fortuna Sittard              | Onbekend bedrag |
| Tim Receveur             | Nederland                          | De Graafschap            | Almere City                  | Transfervrij    |
| Ricardo van Rhijn        | Nederland                          | AZ                       | Club Brugge                  | Was gehuurd     |
| Ricardo van Rhijn        | Nederland                          | Club Brugge              | AZ                           | Transfervrij    |
| Ben Rienstra             | Nederland                          | Willem II                | AZ                           | Was verhuurd    |
| Ben Rienstra             | Nederland                          | AZ                       | sc Heerenveen                | € 1.000.000     |
| Emil Riis Jakobsen       | Denemarken                         | VVV-Venlo                | Derby County                 | Was gehuurd     |
| Jeffrey Rijkers          | Nederland                          | VVV-Venlo                | EVV                          | Transfervrij    |
| José Rodríguez           | Spanje                             | 1. FSV Mainz 05          | Fortuna Sittard              | Gehuurd         |
| Maximiliano Romero       | Argentinië                         | PSV                      | Vélez Sarsfield              | Was gehuurd     |
| Maximiliano Romero       | Argentinië                         | Vélez Sarsfield          | PSV                          | € 8.000.000     |
| Mikhail Rosheuvel        | Nederland / Suriname               | Roda JC                  | NAC Breda                    | Transfervrij    |
| Maximilian Rossmann      | Duitsland                          | Sportfreunde Lotte       | Heracles Almelo              | Transfervrij    |
| Vítor Saba               | Brazilië / Portugal                | Eastern AA               | Fortuna Sittard              | Was verhuurd    |
| Dries Saddiki            | Nederland                          | Fortuna Sittard          | Willem II                    | Transfervrij    |
| Umar Sadiq               | Nigeria                            | NAC Breda                | AS Roma                      | Was gehuurd     |
| Trent Sainsbury          | Australië / Engeland               | Jiangsu Suning FC        | PSV                          | Transfervrij    |
| Stephen Sama             | Duitsland / Kameroen               | Greuther Fürth           | Heracles Almelo              | Transfervrij    |
| Martin Samuelsen         | Noorwegen                          | West Ham United FC       | VVV-Venlo                    | Gehuurd         |
| Philippe Sandler         | Nederland                          | PEC Zwolle               | Manchester City              | € 2.500.000     |
| Miguel Santos            | Portugal                           | Fortuna Sittard          | Astra Giurgiu                | Transfervrij    |
| Mustafa Saymak           | Nederland / Turkije                | PEC Zwolle               | Rizespor                     | Transfervrij    |
| Gianluca Scamacca        | Italië                             | US Sassuolo              | PEC Zwolle                   | Gehuurd         |
| Rannick Schoop           | Nederland                          | De Graafschap            | Onbekend                     | Transfervrij    |
| Jerdy Schouten           | Nederland                          | Telstar                  | Excelsior                    | Onbekend bedrag |
| Jari Schuurman           | Nederland                          | N.E.C.                   | Feyenoord                    | Was verhuurd    |
| Perr Schuurs             | Nederland                          | Fortuna Sittard          | Ajax                         | Was verhuurd    |
| Lisandro Semedo          | Portugal / Kaapverdië              | Fortuna Sittard          | Apollon Limasol              | Was gehuurd     |
| Lisandro Semedo          | Portugal / Kaapverdië              | Apollon Limasol          | Fortuna Sittard              | Onbekend bedrag |
| Luis Sinisterra          | Colombia                           | Once Caldas              | Feyenoord                    | € 2.000.000     |
| Luciano Slagveer         | Nederland / Suriname               | KSC Lokeren              | FC Emmen                     | Gehuurd         |
| Diego Snepvangers        | Nederland                          | NAC Breda                | Helmond Sport                | Verhuurd        |
| Richelor Sprangers       | Haïti / Nederland                  | NAC Breda                | Helmond Sport                | Verhuurd        |
| Wouter van der Steen     | Nederland                          | sc Heerenveen            | FC Den Bosch                 | Transfervrij    |
| Sem Steijn               | Nederland                          | ADO Den Haag             | VVV-Venlo                    | Gehuurd         |
| Sonny Stevens            | Nederland                          | Go Ahead Eagles          | Excelsior                    | Transfervrij    |
| Easah Suliman            | Engeland / Pakistan                | Aston Villa FC           | FC Emmen                     | Gehuurd         |
| Tino-Sven Sušić          | Bosnië en Herzegovina / België     | Royal Antwerp FC         | VVV-Venlo                    | Transfervrij    |
| Oussama Tannane          | Marokko / Nederland                | AS Saint-Étienne         | FC Utrecht                   | Gehuurd         |
| José Ángel Tasende       | Spanje                             | NAC Breda                | Manchester City              | Was gehuurd     |
| José Ángel Tasende       | Spanje                             | Manchester City          | PSV                          | € 5.500.000     |
| Rasmus Thelander         | Denemarken                         | FC Zürich                | Vitesse                      | € 250.000       |
| Ryan Thomas              | Nieuw-Zeeland / Engeland           | PEC Zwolle               | PSV                          | € 2.750.000     |
| Jordy Thomassen          | Nederland                          | Helmond Sport            | De Graafschap                | Transfervrij    |
| Lennart Thy              | Duitsland                          | VVV-Venlo                | Werder Bremen                | Was gehuurd     |
| Luc Tinnemans            | Nederland                          | Fortuna Sittard          | EVV                          | Verhuurd        |
| Tarik Tissoudali         | Marokko / Nederland                | De Graafschap            | Le Havre AC                  | Was gehuurd     |
| Michael Tørnes           | Denemarken                         | Vitesse                  | Vendsyssel FF                | Transfervrij    |
| Alessandro Tripaldelli   | Italië                             | US Sassuolo              | PEC Zwolle                   | Gehuurd         |
| Giovanni Troupée         | Nederland / Curaçao                | FC Utrecht               | ADO Den Haag                 | Verhuurd        |
| Konstantinos Tsimikas    | Griekenland                        | Willem II                | Olympiakos Piraeus           | Was gehuurd     |
| Lars Unnerstall          | Duitsland                          | VVV-Venlo                | PSV                          | Transfervrij    |
| Lars Unnerstall          | Duitsland                          | PSV                      | VVV-Venlo                    | Verhuurd        |
| Henk Veerman             | Nederland                          | SC Heerenveen            | FC St. Pauli                 | € 500.000       |
| Marko Vejinović          | Nederland                          | AZ                       | Feyenoord                    | Was verhuurd    |
| Marko Vejinović          | Nederland                          | Feyenoord                | AZ                           | € 1.250.000     |
| Jeroen Veldmate          | Nederland                          | FC Emmen                 | Go Ahead Eagles              | Transfervrij    |
| Lars Veldwijk            | Zuid-Afrika / Nederland            | FC Groningen             | Sparta Rotterdam             | Transfervrij    |
| Etien Velikonja          | Slovenië                           | Willem II                | Clubloos                     | Transfervrij    |
| Kenneth Vermeer          | Nederland                          | Club Brugge              | Feyenoord                    | Was verhuurd    |
| Vinnie Vermeer           | Nederland / Indonesië              | SV TEC                   | NAC Breda                    | Was verhuurd    |
| Kevin Vermeulen          | Nederland                          | Excelsior                | RKC Waalwijk                 | Transfervrij    |
| Nick Viergever           | Nederland                          | Ajax                     | PSV                          | Transfervrij    |
| Bradley Vliet            | Nederland                          | NAC Breda                | Clubloos                     | Transfervrij    |
| Rai Vloet                | Nederland                          | NAC Breda                | FC Chiasso                   | € 600.000       |
| Joris Voest              | Nederland                          | FC Emmen                 | Harkemase Boys               | Transfervrij    |
| Robbert de Vos           | Nederland                          | FC Groningen             | FC Emmen                     | Transfervrij    |
| Job van de Walle         | Nederland                          | Fortuna Sittard          | RKSV Groene Ster             | Verhuurd        |
| Stephen Warmolts         | Nederland                          | Helmond Sport            | FC Emmen                     | Transfervrij    |
| Silvester van der Water  | Nederland                          | Almere City FC           | Heracles Almelo              | Onbekend bedrag |
| Tom van Weert            | Nederland                          | FC Groningen             | Aalborg BK                   | Transfervrij    |
| Nande Wielink            | Nederland                          | SC Spelle-Venhaus        | FC Emmen                     | Was verhuurd    |
| Nande Wielink            | Nederland                          | FC Emmen                 | ACV                          | Transfervrij    |
| Giliano Wijnaldum        | Nederland / Suriname               | Willem II                | Sparta Rotterdam             | Transfervrij    |
| Jordy de Wijs            | Nederland                          | Excelsior                | PSV                          | Was verhuurd    |
| Jordy de Wijs            | Nederland                          | PSV                      | Hull City AFC                | € 400.000       |
| Michael Woud             | Nieuw-Zeeland / Nederland          | Sunderland AFC           | Willem II                    | Transfervrij    |
| Dries Wuytens            | België                             | Heracles Almelo          | Sparta Rotterdam             | Onbekend bedrag |
| Deyovaisio Zeefuik       | Nederland / Suriname               | FC Groningen             | Ajax                         | Was gehuurd     |
| Deyovaisio Zeefuik       | Nederland / Suriname               | Ajax                     | FC Groningen                 | € 300.000       |
| Theo Zwarthoed           | Nederland                          | Excelsior                | NAC Breda                    | Transfervrij    |

2007/08 (zomer · winter) · 
2008/09 (zomer · winter) · 
2009/10 (zomer · winter) · 
2010/11 (zomer · winter) · 
2011/12 (zomer · winter) · 
2012/13 (zomer · winter) · 
2013/14 (zomer · winter) · 
2014/15 (zomer · winter) · 
2015/16 (zomer · winter) · 
2016/17 (zomer · winter) ·
2017/18 (zomer · winter) ·
2018/19 (zomer · winter) ·
2019/20 (zomer · winter) ·
2020/21 (zomer · winter) ·
2021/22 (zomer · winter) ·
2022/23 (zomer · winter) ·
2023/24 (zomer · winter) ·
2024/25 (zomer · winter) ·
2025/26 (zomer)